# East Key (parc national des Everglades)
Pour les articles homonymes, voir East Key (Dry Tortugas).
East Key est une île des Keys, archipel des États-Unis d'Amérique situé dans le golfe du Mexique au sud de la péninsule de Floride. Elle est située dans la baie de Floride et relève du parc national des Everglades.